# Ligaria senegalensis
Ligaria senegalensis är en bönsyrseart som beskrevs av Roger Roy 1961. Ligaria senegalensis ingår i släktet Ligaria och familjen Mantidae. Inga underarter finns listade i Catalogue of Life.